# 尼科尔斯多夫
尼科尔斯多夫是奥地利蒂罗尔州利恩茨县的一个市镇。总面积33.6平方公里，总人口864人，人口密度25.7人/平方公里（2005年）。